# يوهان كراغ
يوهانس صامويل بيتروس كراغ هو رئيس سورينام الخامس. شغل عده مناصب وزارية خلال ستينات القرن العشرين، كان عضواً في الحزب الوطني السورينامي.